# 南海道

南海道

南海道（日语：／ Nankai dō */?）是日本五畿七道之一，所管辖地域包括紀伊半島、淡路島、四国岛以及附近的各岛屿，包含：
- 紀伊国（紀州）
- 淡路国（淡州）
- 阿波国（阿州）
- 讚岐國（讃州）
- 伊予国（予州）
- 土佐国（土州）